# 1993年布雷爾風暴
布雷爾風暴是指在1993年1月的溫帶氣旋，也是北大西洋記錄中最強烈的溫帶氣旋。1993年1月8日，其發展為一個薄弱的正面波，該系統朝向東北快速移動。由於路徑中有著比正常海面溫差更劇烈的情況，沿途第二個低氣壓區域吸收東南部水氣，伴隨著高層高速氣流的存在，導致風暴迅速加強，其中心壓力在1月10日下降到914hPa。